# موتو جی

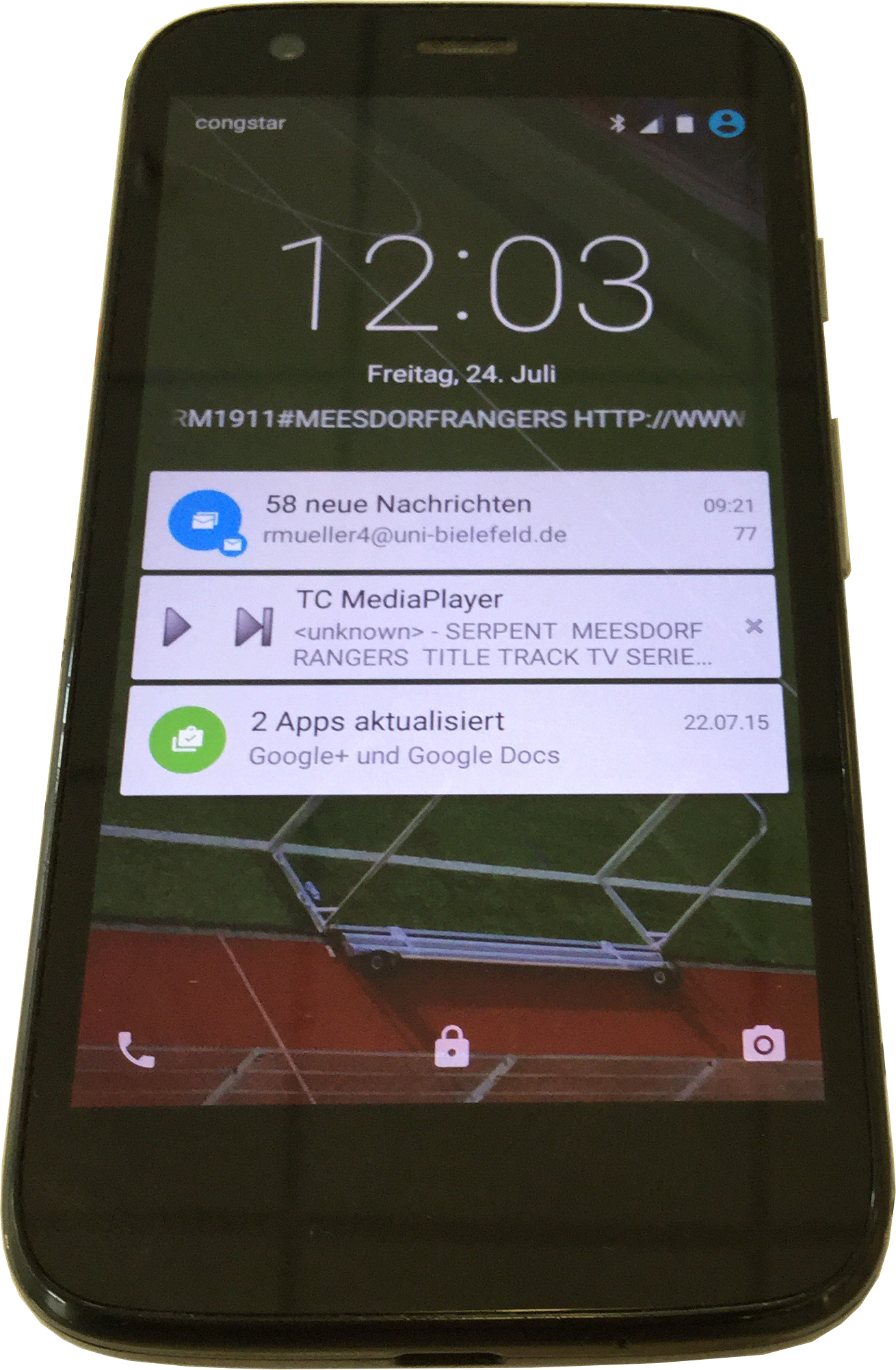
تصویر موتو جی

موتو جی (به انگلیسی: Moto G) یک گوشی ارزان قیمت است که توسط شرکت موتورولا طراحی و تولید شده‌است.
این گوشی با قیمت ۱۷۹ دلار برای مدل ۸ گیگابایتی و ۱۹۹ دلار برای مدل ۱۶ گیگابایتی عرضه می‌شود.

## امکانات
- صفحه نمای ۴٫۵ اینچی با کیفیت 720p و پوشش گوریلا گلس ۳
- پوشش محافظی نانو و ضد آب
- پردازنده اسنپدراگون ۴۰۰ با ۴ هسته و سرعت ۱٫۲ گیگاهرتز
- پردازنده گرافیکی Adreno 3.5
- رم ۱ گیگابایتی
- اندروید ۴٫۳ (آبنبات ژله‌ای) با قابلیت با قابلیت به‌روزرسانی به نسخهٔ ۴٫۴ (کیت کت)
- دوربین ۵ مگاپیکسل با قابلیت ضبط ویدئویی اچ‌دی و مجهز به فلاش
- دوربین دوم با کیفیت ۱٫۳ مگاپیکسل
- باتری ۱۹۵۰ میلی‌آمپری
- حافظه داخلی ۸/۱۶ گیگابایت و پشتیبانی از کارت حافظه خارجی
- مجهز به رادیو

## مزایا
موتو جی دارای مزایای زیادی همچون تراشه Qualcomm Snapdragon 400 با پردازنده چهار هسته‌ای Cortex-A7 در با سرعت ۱٫۲ گیگاهرتز و پردازنده گرافیک Adreno 305 است. این گوشی حسگر Proximity، نور محیط و شتاب سنج دارد و دارای قابلیت برطرف کردن نویز با میکروفن اختصاصی نیز می‌باشد. کارایی بلندگوی این گوشی عالی است.

## معایب
در موتو جی امکان افزایش حافظه وجود ندارد و باتری توسط کاربر قابل جابجایی نیست. کیفیت تصویر دوربین نسبتاً پایین و تنظیمات دوربین محدود است. سیستم هشدار Active Display برخلاف موتو ایکس در این گوشی وجود ندارد زیرا تراشه خیلی حرفه‌ای نیست و درصورت وجودداشتن این قابلیت، شارژ زیادی از باتری مصرف می‌کرد.